# Rába (fabrikant)
Raba (ook bekend als Raab) is een fabrikant van vrachtwagenonderdelen (onder meer het chassis) en een voormalig rollend materieelfabrikant uit Hongarije. Het bedrijf werd in 1896 oprericht als Magyar Waggon- és Gépgyár Részvénytársaság oftewel "Hongaarse Wagon- en Machinefabriek".

## Rollend materieel
Onder meer voor de Amsterdamse tram en de Haagse tram zijn begin twintigste eeuw tweeassige trams gebouwd. Vanaf 1905 werden voertuigen voor de metro van Londen gebouwd.

## Vrachtwagens en bussen
Na acht jaar ontwikkelen kwam in 1912 de eerste vrachtwagen van het merk op de markt. Vanaf 1930 kreeg het bedrijf toestemming om motoren te gebruiken van het merk MAN. Tijdens de Tweede Wereldoorlog werd de fabriek echter ontmanteld door de Duitse bezetters. In 1968 begon het bedrijf weer met het ontwikkelen van vrachtwagens door investeringen van onder andere DAF en MAN.
Bij Raba werden in de negentiger jaren een aantal bussen van het type Jonckheere Communo in licentie gebouwd. Deze bussen werden als type Contact en als type Premier op de lokale markt verkocht.

### Modellen
- Praga - een trekker met 6 ton laadvermogen.
- Rába - een bakwagen met 3 ton laadvermogen.
- Saviem - een bakwagen of trekker met laadvermogens tot 40 ton.

### Galerij

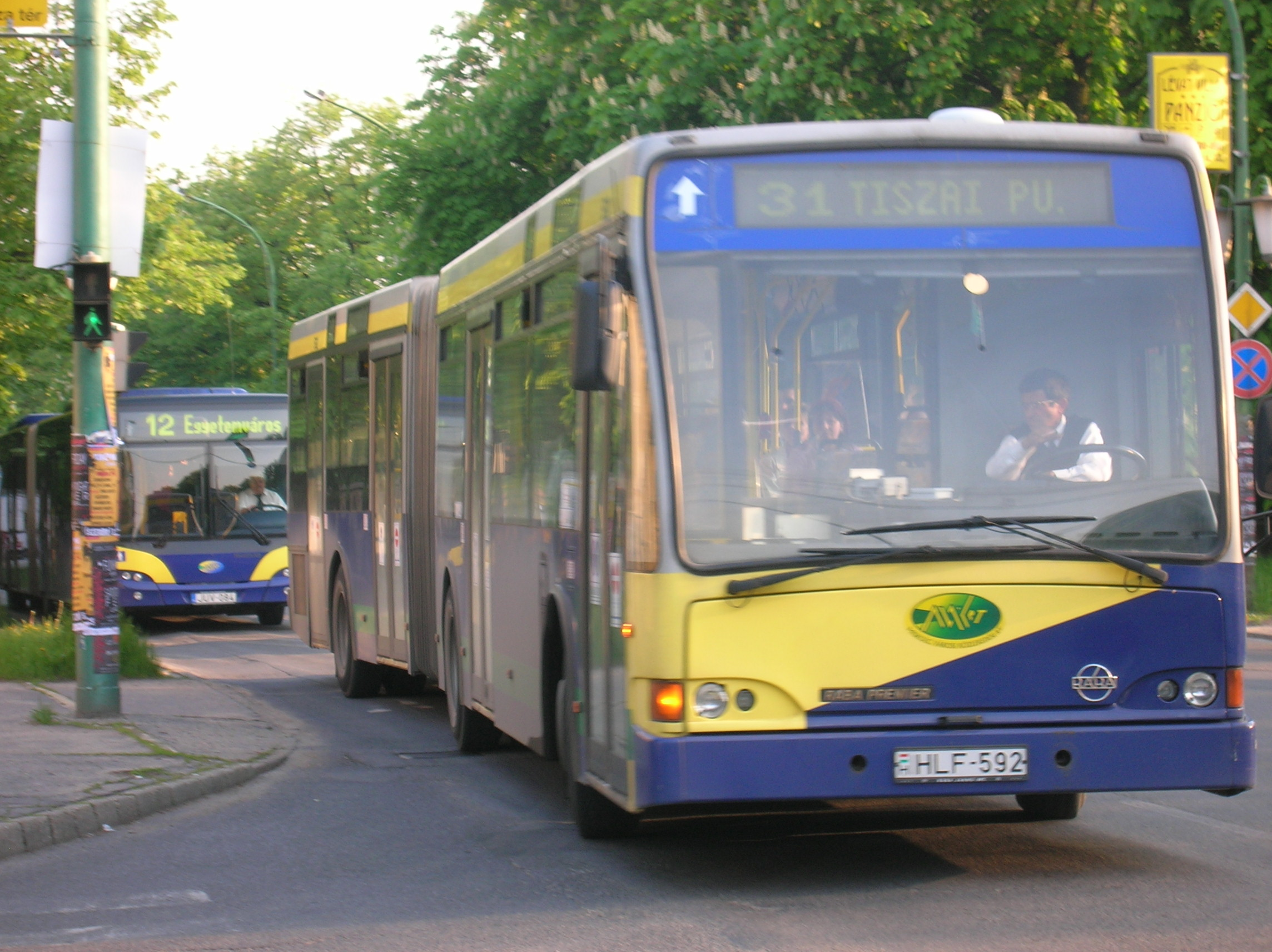
Rába Contact 292
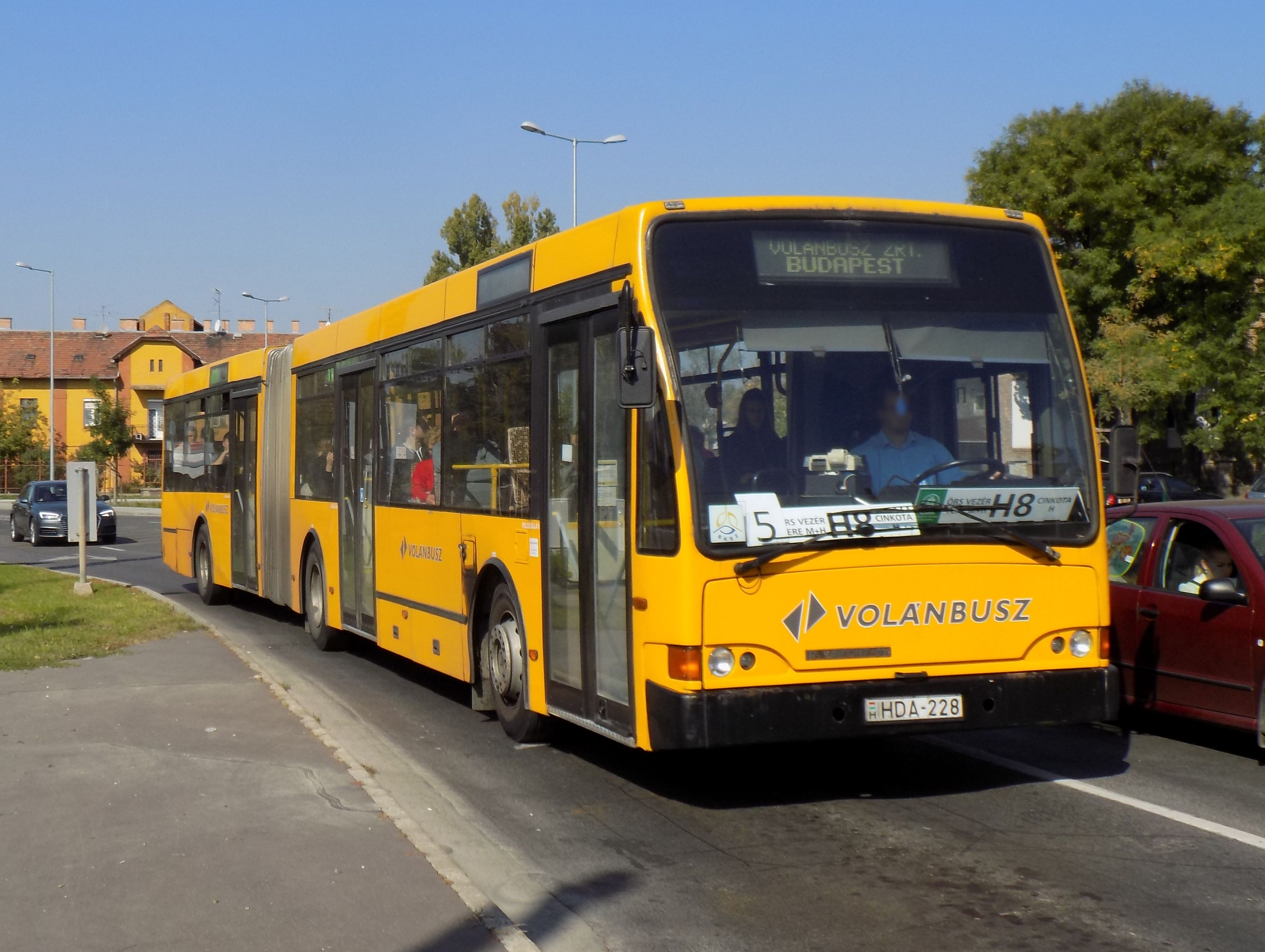
Rába Contact 292